# Veikkausliiga 1995
La Veikkausliiga 1995 fu l'ottantaseiesima edizione della massima serie del campionato finlandese di calcio, la sesta come Veikkausliiga. Il campionato, con il formato a girone unico e composto da quattordici squadre, venne vinto dall'Haka e vide la retrocessione dei campioni in carica del TPV. Capocannoniere del torneo fu Valerij Popovič, calciatore dell'Haka, con 21 reti realizzate.

## Stagione

### Novità
Dalla Veikkausliiga 1994 vennero retrocessi il FC Oulu e il KuPS, mentre dalla Ykkönen sono stati promossi il Ponnistus e il VPS.

### Formula
Le quattordici squadre si affrontavano due volte nel corso del campionato, per un totale di 26 giornate. La prima classificata era decretata campione di Finlandia e veniva ammessa alla Coppa UEFA 1996-1997. Anche la seconda classificata veniva ammessa alla Coppa UEFA 1996-1997. Se la vincitrice della Suomen Cup, ammessa alla Coppa delle Coppe 1996-1997, si classificava al secondo posto, la terza classificata veniva ammessa alla Coppa UEFA. Le ultime due classificate venivano retrocessa direttamente in Ykkönen.

## Squadre partecipanti
| Club      | Città        | Stadio                        | Stagione 1994              |
| --------- | ------------ | ----------------------------- | -------------------------- |
| FinnPa    | Helsinki     | Töölön Pallokenttä            | 10º posto in Veikkausliiga |
| Haka      | Valkeakoski  | Tehtaan kenttä                | 6º posto in Veikkausliiga  |
| HJK       | Helsinki     | Töölön pallokenttä            | 3º posto in Veikkausliiga  |
| Ilves     | Tampere      | Tammela                       | 12º posto in Veikkausliiga |
| Jaro      | Jakobstad    | Jakobstads centralplan        | 7º posto in Veikkausliiga  |
| Jazz      | Pori         | Porin stadion                 | 4º posto in Veikkausliiga  |
| Kuusysi   | Lahti        | Lahden stadion                | 9º posto in Veikkausliiga  |
| MP        | Mikkeli      | Mikkelin urheilupuisto        | 11º posto in Veikkausliiga |
| MyPa      | Anjalankoski | Saviniemi                     | 2º posto in Veikkausliiga  |
| Ponnistus | Helsinki     | Brahenkenttä                  | 1º posto in Ykkönen        |
| RoPS      | Rovaniemi    | Rovaniemen Keskuskenttä       | 5º posto in Veikkausliiga  |
| TPS       | Turku        | Kupittaa                      | 8º posto in Veikkausliiga  |
| TPV       | Tampere      | Tammela                       | Campione di Finlandia      |
| VPS       | Vaasa        | Hietalahden jalkapallostadion | 2º posto in Ykkönen        |

## Classifica finale
|  | Pos. | Squadra   | Pt | G  | V  | N  | P  | GF | GS | DR  |
|  | ---- | --------- | -- | -- | -- | -- | -- | -- | -- | --- |
|  | 1.   | Haka      | 59 | 26 | 18 | 5  | 3  | 56 | 17 | +39 |
|  | 2.   | MyPa      | 53 | 26 | 16 | 5  | 5  | 45 | 20 | +25 |
|  | 3.   | HJK       | 52 | 26 | 14 | 10 | 2  | 44 | 18 | +26 |
|  | 4.   | Jazz      | 42 | 26 | 12 | 6  | 8  | 43 | 29 | +14 |
|  | 5.   | Jaro      | 38 | 26 | 11 | 5  | 10 | 37 | 32 | +5  |
|  | 6.   | TPS       | 36 | 26 | 10 | 6  | 10 | 33 | 32 | +1  |
|  | 7.   | Ilves     | 34 | 26 | 9  | 7  | 10 | 36 | 39 | -3  |
|  | 8.   | FinnPa    | 32 | 26 | 9  | 5  | 12 | 40 | 40 | 0   |
|  | 9.   | RoPS      | 32 | 26 | 8  | 8  | 10 | 29 | 30 | -1  |
|  | 10.  | VPS       | 32 | 26 | 10 | 2  | 14 | 26 | 34 | -8  |
|  | 11.  | MP        | 28 | 26 | 7  | 7  | 12 | 23 | 35 | -12 |
|  | 12.  | TPV       | 24 | 26 | 6  | 6  | 14 | 33 | 48 | -15 |
|  | 13.  | Kuusysi   | 23 | 26 | 6  | 5  | 15 | 23 | 50 | -27 |
|  | 14.  | Ponnistus | 21 | 26 | 6  | 3  | 17 | 19 | 63 | -44 |

Legenda:
      Campione di Finlandia e ammessa alla Coppa UEFA 1996-1997
      Vincitore della Suomen Cup 1995 e ammessa in Coppa delle Coppe 1996-1997
      Ammessa in Coppa UEFA 1996-1997
      Ammessa in Coppa Intertoto 1996
 Ammessa allo spareggio promozione-retrocessione
      Retrocesse in Ykkönen
Note:
Tre punti a vittoria, uno a pareggio, zero a sconfitta.

## Spareggio promozione/retrocessione
|     | Risultati |     | Luogo e data |
| --- | --------- | --- | ------------ |
| KTP | 0-1       | MP  |              |
| MP  | 2-1       | KTP |              |
|     |           |     |              |

## Statistiche

### Classifica marcatori
| Gol |  |  | Giocatore       | Squadra |
| --- |  |  | --------------- | ------- |
| 21  |  |  | Valerij Popovič | Haka    |
| 14  |  |  | Luiz Antônio    | Jazz    |
| 13  |  |  | Miikka Kajander | Ilves   |
| 12  |  |  | Jari Vanhala    | Jaro    |
| 11  |  |  | Ari Hjelm       | HJK     |
| 10  |  |  | Niclas Grönholm | MyPa    |
| 10  |  |  | Kalle Lehtinen  | FinnPa  |